# Mormyszka

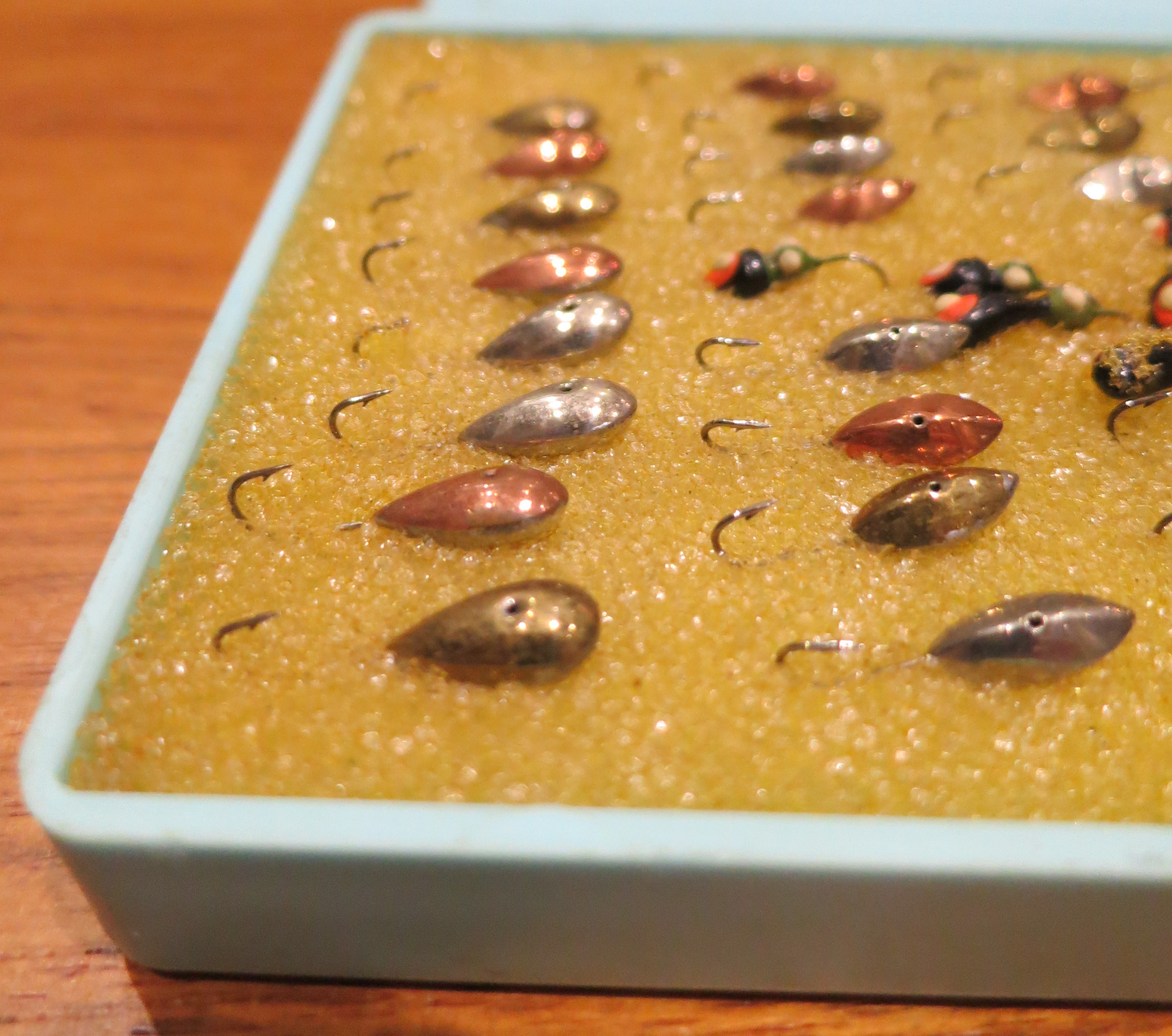
Mormyszka

Mormyszka - sztuczna przynęta do połowów pod lodem, naśladująca pierwotnie kiełża, obecnie w wielu fantazyjnych kształtach. 
Mormyszka wykonana jest z ołowiu lub cięższego wolframu z wtopionym na stałe haczykiem i przelotowym otworem służącym do mocowania mormyszki do żyłki.